# 虹神殿
『虹神殿』（にじしんでん）は、 鳥図明児（とと あける）による日本の漫画。「grape fruit」（新書館）1981年発売の創刊号から第4号にかけて、連続読み切りとして掲載。第5号より本格連載され、1983年発売の第12号まで発表された。
舞台は、東南アジアと思われる某国。大臣家の忘れ形見の少年、サーナンをめぐり、宗教（神への信仰）・伝統文化と、近代化（外国資本獲得）政策との相克を描いたファンタジー作品。

## あらすじ
サーナン・ハーシは大臣家の忘れ形見で、後見人の叔父キーヤの庇護の元で暮らしている。古代神殿が好きで、修復に携わるうちに、夢の中で空神テセランの声を聞き、目覚めた途端に神殿の設計図が脳内にインプットされていた。
ある時、旧市街の市場で、シラトという掏摸に財布をすられそうになる。その後、白人と元妻を殺し、神殿に逃げ込んだシラトをかくまうが、サーナンの神殿修復作業を手伝ううちに良心に目覚めたシラトは、わざと自分を追跡してきた警官たちに撃たれて死亡する。その姿を目の当たりにして、サーナンは叔父たちの推進しようとしているコーヒー栽培による国家の近代化のあり方について疑念を抱くようになり、政府の日本人経済顧問、石長（いわなが）の意見を聞いて、独自に小麦の栽培を進めさせる。一方で、貿易港と首都を直線で結ぶ道路を建造するため、その間にあるカラーズ家の土地を獲得しようとして、いとこのアルシャとカラーズ家との政略結婚をすすめるよう、叔父に働きかける。
政争に身を任せているうちに、サーナンは空神の存在を感じられなくなってゆく。果たして、空神とは何なのか、国民を豊かにするために必要なこととは何なのか？

## 登場人物
サーナン・ハーシ
主人公。大臣家の忘れ形見。大学を最年少で卒業し、叔父からはトップ技術者になることを嘱望されているにも係わらず、常に民族衣裳（サリアン）を身にまとっており、「ハーシ家のきちがい若様」と呼ばれている。遺跡いじりが趣味で、テセランの声を聞いてからは、そのことに没頭するようになる。シラトの死をきっかけに、国の近代化とは何なのか、果たして民衆を幸せにするものなのか、という疑念を抱くようになる。同時にコーヒー園のことで、シラトが没落したことから、コーヒー栽培に生理的嫌悪感をあらわにするようになった。
叔父と母親が共謀して、父親を毒殺したことを知りながら、叔父に庇護されることによるメリットを考え、叔父の犯罪を暴かずにおいている。その一方で、叔父への対抗策として、口男の老人を雇う。
いとこのアルシャを政略結婚の駒に用いようとするが、後に彼女のことを真剣に好きになってしまう。  叔父のコーヒー栽培策に対抗して、ミスター石長の意見を受け入れて、小麦生産を独自に進める。
政治的陰謀に手を染めてゆくうちに、自分が空神から見はなされているのではないか、という焦燥の念をいだくようになる。
キーヤ
サーナンの叔父で、大統領補佐官。ヘビースモーカー。政敵の兄のハーシを暗殺し、その後、不倫関係にあった兄嫁、セシリアを自殺に見せかけて毒殺。しかし、サーナンにセシリアの面影を感じ、政治面でも大臣家の忘れ形見であるサーナンを利用することを考えてもいる。
サーナンの奇行に手を焼いている反面、その利発さを見抜いてもおり、相手に倒される前に倒すことを教授し、邸宅の庭で死骸となっている口男の姿を見せて、死の醜悪さを教えたりした。
コーヒー栽培によるモノカルチャー政策で、外貨を獲得し、国を近代化させることが信念。政府の経済優遇策の有効なうちに、農園を手放して、コーヒー園を買い集めようとし、サーナンと対立する。
リードン
サーナンの執事で、良き理解者。母親から体が大きいことを唯一のとりえと言い聞かされ、サーナンを幼いころから見守っている。叔父と対抗するために変貌してゆくサーナンのことを、誰よりも心配している。
シラト
サーナンの財布をすろうとして知り合いになった、中年のひげ男。農業顧問の白人のすすめで、畑を手放し、妻に逃げられる。娘を売って、馬を買い、その後、掏摸に落ちぶれる。農業顧問と同伴する妻の姿を見て逆上し、二人を殺害。神殿修復中のサーナンを脅して隠れようとするが、神殿の塔の屋上へと続く暗い階段を登るうちに、自分のしてきたことを悔悟する。サーナンの神殿修復作業を手伝ううちに真人間になってゆき、ともに空神の姿を目撃する。自分を追跡して来た官憲のところへ自ら飛び出し、射殺される。
彼の死はサーナンの心に、外国資本による国家近代化へのむなしさ、嫌悪感と、空神とは何なのか、という命題を残した。
ハーシ
サーナンの父親で、大臣。息子にイギリスから取り寄せた地球儀型のライターを見せ、世界には紛争が満ちあふれており、勝者となるための力を持つべきだと教える。神殿を旧時代の遺物として軽蔑している。妻のセシリアと不倫関係にあり、政治的にも対立していた弟のキーヤに毒殺される。
セシリア
サーナンの母親。若いころは白人と結婚することを夢見ていたらしい。夫の弟、キーヤと不義の関係を結び、夫を殺害。罪の意識に耐えかね、キーヤに自殺を偽装されて、毒殺される。
ドニゲルマ
舞台となっている国の大統領。一見凡庸なようでいて、かなりの切れ者。財力・血統・教養の面において、他を圧倒している実力者。息子がいるが、若年であるという理由で後継者に指名していない。かわりに、キーヤとカタールの二人を次代の大統領候補として、両天秤にかけて競わせている。
コーヒー選別システムの機械の液晶のことを指摘したサーナンに一目置いている。  雨の中をたたずむサーナンを自宅に招待した際に、彼が涙を流して眠っている姿を見て、驚く。
カタール
財務長官。ドニゲルマの副大統領候補。キーヤの政敵。外国人顧問団の支援を受けている。コーヒー栽培政策を推進し、そのために外国製の新製品を導入しようとし、石長の唱える民族資本育成のための在留外国人への課税案と対立する。
石長順吉（いわなが  じゅんきち）
日本人の経済顧問。外資系企業や他国の干渉を招くことなく、民族を富ませたいと願うサーナンに、税制が外資系企業に有利で、国民の課税負担が大きいことを指摘し、民族資本を育成するためにはどうすればよいのかを助言する。政敵の雇った口男に命を狙われたところをサーナンに助けられる。
アルシャ・キガラ（カラーズ）
サーナンの従姉妹で、この物語のヒロイン。サーナンより3つ年長。不甲斐無い兄のことを軽蔑している。サーナンとの結婚をのぞむが、逆にサーナンによってカラーズ家との政略結婚の駒に使われる。そのことに対しても表面上は怒らず、自分にとってどのようなメリットがあるのか、と逆にサーナンに尋ねるほど気丈な性格でもある。
カラーズ家の若き当主、ケラディを動かして、農園のコーヒーを中止させ、ハーシ・カラーズ両家による共同出資の縦断道を建造させる。
最初は損得関係だったが、のちに心からサーナンのことを愛するようになる。
キガラ
アルシャの兄。サーナンにコンプレックスを抱いており、そのことが彼にある突発的な行動を起こさせ、彼の運命を狂わせる。
ケラディー・カラーズ
カラーズ家の若い当主。病弱で、政治には興味がなく、読書など芸術的な生活をすることを好んでいる。政略結婚したアルシャを心から愛するようになり、そのために大きな決断をする。
（サーナンの）口男
帽子を被った顎髭の長い老人で、酒代をきっかけにサーナンに雇われる。キーヤの顔を立てるために、所有地の一部でコーヒー栽培をやむを得ないとサーナンに進言するが、サーナンがシラトのことを気にかけて反対しているのを知り、意外に感じる。
テセラン
空神の主神。サーナンを神殿修復へといざなう。サーナンに「空神に期待するな」と忠告する。

## 用語
舞台となっている国
『水蓮運河』と異なり、名称不詳（雨季と乾季があることや、神殿の様式、住民の風俗などから東南アジアの国であるらしい）。近代化政策の途上にあり、外国人顧問団を大量に雇ったり、外国の企業の利権が優先されたり、白人を殺したものは死刑になるなど、白人優遇政策が取られている。外貨獲得のためのコーヒーのプランテーション農業が推進されているが、暴落により経済面で大打撃をこうむる。
空神
テセラン主神を中心とする国の守護神達の総称。民衆から崇められてきており、神殿が建てられているが、近代化政策の障害となっており、サーナンの父やキーヤのようにその存在を信じないものも多くなっている。そのため、神殿は荒廃しており、サーナンが遺跡修復をしようとした際には再建方策が分からなくなっていた。
常に空を漂っており、人間世界のことに干渉することができない。そのため、サーナンと交信する際には、夢を通じてテレパシーのような手段を取っている。
生命・感情を持ち、成長する存在である。
口男
この物語のスパイ（密偵）。情報の売買で生計を立てており、卑しい職業とされている。配下のものを束ねているものもいる。彼等の名前は戸籍にも記載されていない。そのため、殺されても闇へと葬り去られる。ほかのものが雇った口男同士がはちあわせた場合には、殺し合いが行われる場合もある。

## 書誌情報
ペーパームーンコミックス（新書館）全3巻（A4判ハードカバー）
1. 1983年1月1日 ISBN 978-4403610349
2. 1983年6月1日 ISBN 978-4403610394
3. 1983年12月1日 ISBN 978-4403610479

ペーパームーンコミックス（新書館）全1巻（A4判ソフトカバー）
- 1987年9月5日　ISBN 978-4403611360

## 関連作品

### サーナンの思考方式について
『サーナンの思考方式について』（サーナンのしこうほうしきについて）は鳥図明児の、1ページの文章つきイラスト作品。サーナンの独白形式をとり、彼が神殿へ行く動機を説明している。単行本描き下ろし。

### ハーシ家の夕食
『ハーシ家の夕食』（ハーシけのゆうしょく）は鳥図明児の8ページの読み切り漫画作品。本篇の番外篇で後日談にあたる。単行本描き下ろし。

## イメージアルバム
コロムビアレコードより、イメージアルバムLPが発売されていた。インドネシアの民族音楽ガムランと、シンセサイザーのフュージョンからなる。作曲とシンセサイザー演奏は淡海悟郎、ガムランはサブトノ。A面収録曲は「椰子の岸辺」・「剣の心」・「スコールの慰め」で、人間世界の葛藤をテーマにしている。B面は「虹神殿」・「花の舞」・「神々の視座」で、空神との交流がテーマになっている。